# بکستر، شهرستان برکلی، ویرجینیای غربی
بکستر (به انگلیسی: Baxter) یک منطقهٔ مسکونی در ایالات متحده آمریکا است که در شهرستان برکلی، ویرجینیای غربی واقع شده‌است.